# عارف باشا الإدلبي
عارف باشا الإدلبي (1886م_ وفاته غير معروفة) سياسي وعسكري سوري من دمشق.

## ولادته وتحصيله
ولد عارف باشا الإدلبي في دمشق سنة (1303هـ  ـ 1886م)التحق بمدرسة  أركان الحرب في إسطنبول. تخرج برتبة يوزباشي سنة 1908م.

## عمله ووظائفه
عُيّن مرافقاً عسكرياً للفريق كامل باشا مع بداية الحرب العالمية الأولى.  شارك في معركة جناق قلعة لحماية العاصمة إسطنبول من تقدم قوات الحلفاء.   وكي كما انه انشق  عن الجيش العثماني وهو برتبة أمير لواء والتحق بالثورة العربية الكبرى.دخل دمشق فاتحاً مع قوات الشريف حسين عند تحريرها من الحكم التركي في 1 تشرين الأول 1918. عينة الملك فصيل ضابطاً في الجيش السوري و اشرف على تعريب الجيش وعمل مع يوسف العظمة على انشاء المدرسة الحربية . واستلم قائد الدرك في مدينة حلب  في عهد الملك فيصل الاول .في فترة الانتداب الفرنسي على سورية في 24 تموز 1920، حُكم عليه بالإعدام فهرب إلى مملكة الحجاز ووضع نفسه تحت تصّرف الشريف حسين مجدداً. عيينه الشريف حسين وزيراً للحربية في مملكته، وبعد تنحي الأخير عن الحكم سنة 1924، عاد ي إلى سورية وأسس حزباً سياسياً يدعو إلى استعادة العرش الهاشمي إلى بلاد الشّام .
حزب الامة الملكي وكان هو من يديره.